# Ptolemaios IV Philopator
Ptolemaios IV Philopator (tiếng Hy Lạp: Πτολεμαῖος Φιλοπάτωρ, Ptolemaĩos Philopátōr, trị vì 221-205 TCN), con của Ptolemaios III và Berenice II của Ai Cập. Ông là Pharaoh thứ tư của triều đại Ptolemaios ở Ai Cập. Dưới triều đại của Ptolemaios IV, sự suy yếu của vương quốc Ptolemaios bắt đầu xuất hiện.

## Cai trị
Ptolemaios IV là con thứ hai và là con trai cả của Ptolemaios III và vợ Berenice II,Ptolemaios IV có một chị gái và ba em trai.Triều đại của ông đã được mở đầu bởi cái chết của mẹ ông, và ông luôn luôn nằm dưới sự ảnh hưởng của các sủng thần, nam và nữ, những người xu nịnh các thói hư tật xấu của ông và cai trị chính quyền theo ý họ. Thành công lớn nhất dưới triều đại của ông là việc ông tự đứng ra làm tổng chỉ huy để chuẩn bị chống trả các cuộc tấn công của Antiochos III Đại đế ở Coele-Syria bao gồm cả xứ Giu-đê, và chiến thắng vĩ đại của Ai Cập tại Raphia (năm 217 TCN), nơi Ptolemaios đã có mặt, bảo đảm biên giới phía bắc của vương quốc cho phần còn lại của triều đại ông.
Các trang bị vũ khí của người Ai Cập trong chiến dịch này có ảnh hưởng đáng to lớn cho người dân bản xứ của Ai Cập, dẫn đến sự ly khai của vùng Thượng Ai Cập dưới sự cai trị của pharaoh Harmachis(còn gọi là Hugronaphor) và Ankmachis (còn gọi là Chaonnophris), do đó tạo ra một vương quốc độc lập mà chiếm nhiều phần của đất nước và kéo dài gần hai mươi năm.
Philopator là một con người phung phí và trụy lạc cho tôn giáo và sự ham mê văn học. Ông đã xây dựng một ngôi đền cho Homer và sáng tác một bi kịch. Ông kết hôn (khoảng 220 TCN) với chị gái Arsinoe III của mình.
Ptolemaios được cho là đã xây dựng một con tàu khổng lồ được gọi là tessarakonteres ("bốn mươi"), một loại tàu mái chèo rất lớn. Tên bốn mươi tên của nó có thể là số lượng lớn các mái chèo.